# Schloss Ottensheim

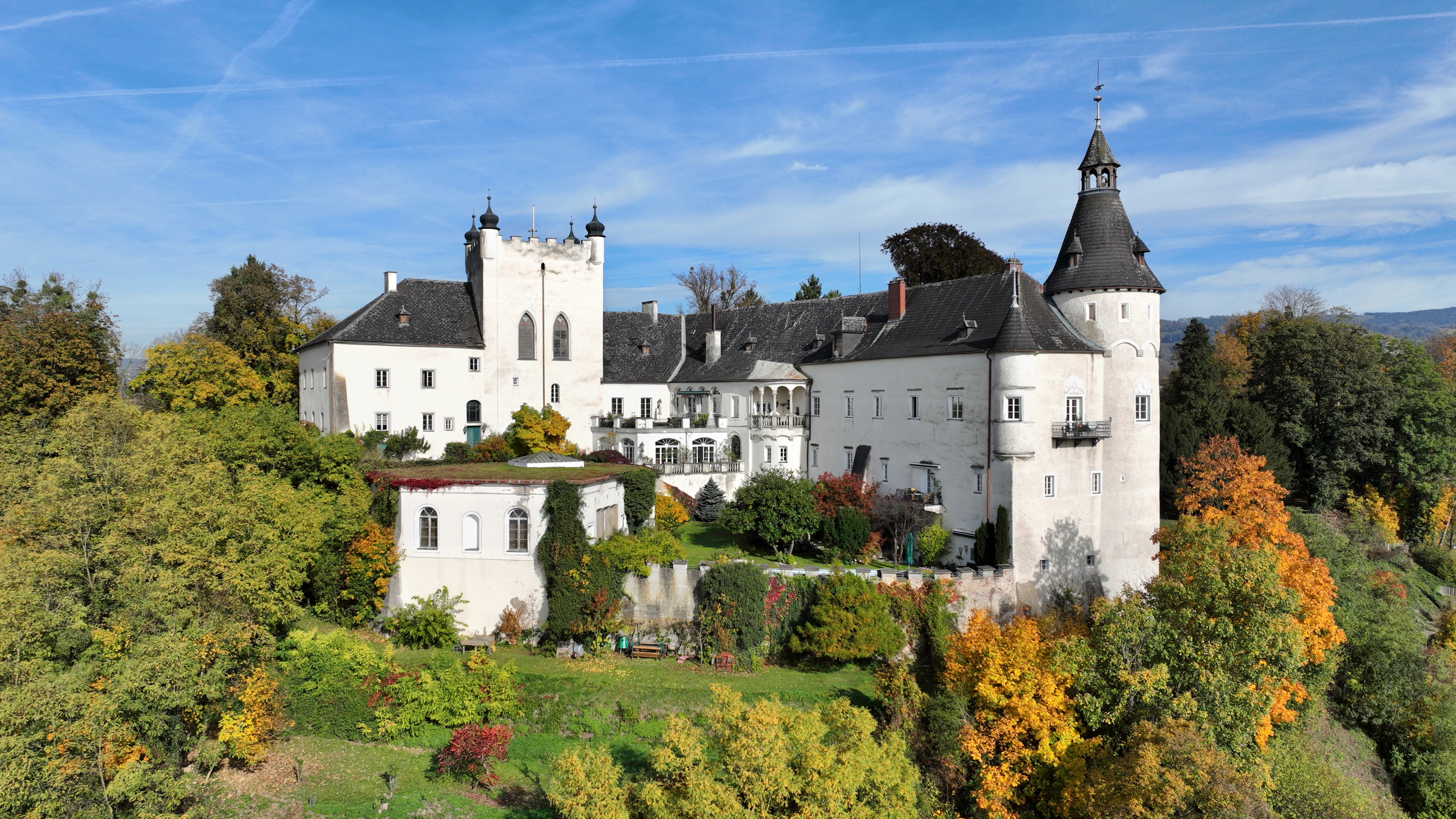
Schloss Ottensheim

Das Schloss Ottensheim steht in der Gemeinde Ottensheim in Oberösterreich.

## Geschichte
Das Schloss Ottensheim geht auf eine Burg der Wilheringer zurück. Im Jahr 1148 werden die Brüder Ulrich und Cholo von Wilhering als Besitzer genannt.

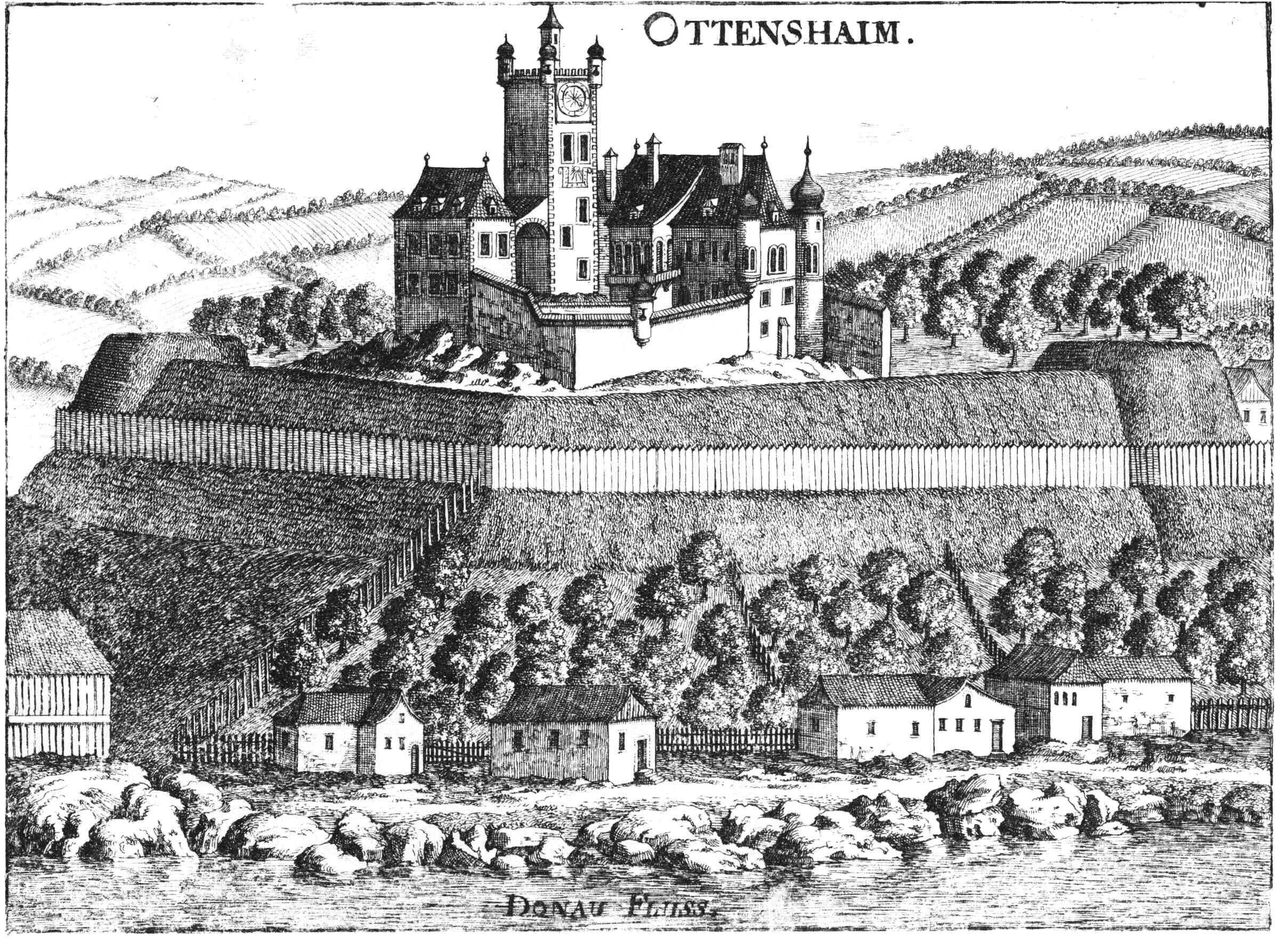
Schloss Ottensheim nach einem Stich von Georg Matthäus Vischer von 1674

Von 1220 bis 1527 war die Burg in landesfürstlichem Besitz. Die Habsburger verpfändeten sie von 1331 bis 1461 an die Herren von Walsee und von 1461 bis 1492 an die Liechtensteiner, die bereits das donauabwärts gelegene Schloss Steyregg besaßen. Als Parteigänger von Matthias Corvinus verwüsteten Heinrich der Lahme und sein Bruder Christoph in einer Fehde gegen Kaiser Friedrich III. im Jahr 1476 die Vorstädte von Linz und 1477 das Kloster Baumgartenberg. Ebenfalls im Jahr 1477 zerstörten sie von Ottensheim aus die landesfürstlichen Burgen Edramsberg und Schönering. Nach ihrer Niederlage verloren die Liechtensteiner ihren Pfandbesitz ohne jede Entschädigung, darunter auch Ottensheim. Im Jahr 1524 erhielt Kanzler Niklas Rabenhaupt von Suche Ottensheim von König Ferdinand I. als Lehen. 1527 konnte er die Burg in sein freies Eigentum überführen und ließ sie zu einem Schloss umbauen.
Von 1529 bis 1621 war Ottensheim im Besitz der oberösterreichischen Stände.
Kaiser Ferdinand II. verpfändete das Land ob der Enns an den bayerischen Kurfürsten Maximilian. Dieser zog Ottensheim an sich und schenkte es den Jesuiten. Nach der Aufhebung des Jesuitenordens im Jahr 1773 fiel Ottensheim an die kaiserliche Hofkammer.
Zu den zahlreichen Besitzern des 19. Jahrhunderts zählten die Grafen von Thun und Hohenstein und die Grafen Coudenhove-Kalergi (ab 1863) sowie Karl Pfeiffer von Weissenegg (1895). Letzterer ließ größere bauliche Veränderungen vornehmen. Ab 1936 im Besitz der englischen Familie Wightman, wurde das Schloss vom Deutschen Reich beschlagnahmt und als Forstverwaltung der Wehrmacht verwendet. Durch russische Besatzungssoldaten erlitt das Gebäude nach Kriegsende schwere Schäden. Nach dem Staatsvertrag von 1955 erfolgte die Rückgabe an die rechtmäßigen Eigentümer. Diese lebten jedoch in Afrika und konnten sich kaum um das Schloss kümmern, das weiter verfiel. Erst als Captain Ansell dieses 1981 verschenkte und die neue Besitzerin es 1988 an die Familien Wildmoser, Pichler und Schützeneder verkaufte, konnte an eine umfassende Restaurierung geschritten werden. Das heute wieder gepflegte Gebäude wird privat bewohnt.

## Anlage
Das Schloss steht auf einem Felsrücken, der nach Süden zur Donau steil abfällt. Der Hof besteht aus zwei Terrassen und wird nach Osten vom Turmflügel abgeschlossen. Der viereckige Turm wurde ursprünglich zur Gänze aus Bruchsteinen erbaut. Beim Umbau der Burg wurde der Turm bis zum ersten Stock abgetragen und dann mit Ziegeln neu errichtet. Im ersten Stock ist die Kapelle untergebracht. Im Norden der Anlage befindet sich ein weitläufiger Park.

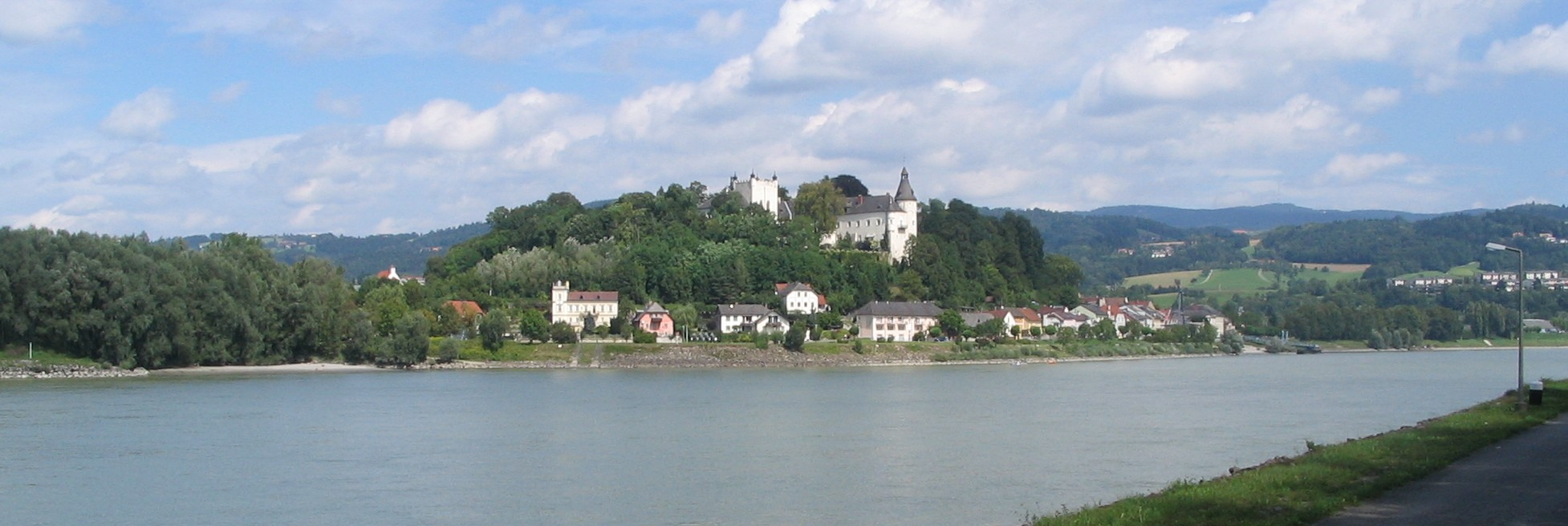
Das Schloss vom gegenüberliegenden Donauufer gesehen
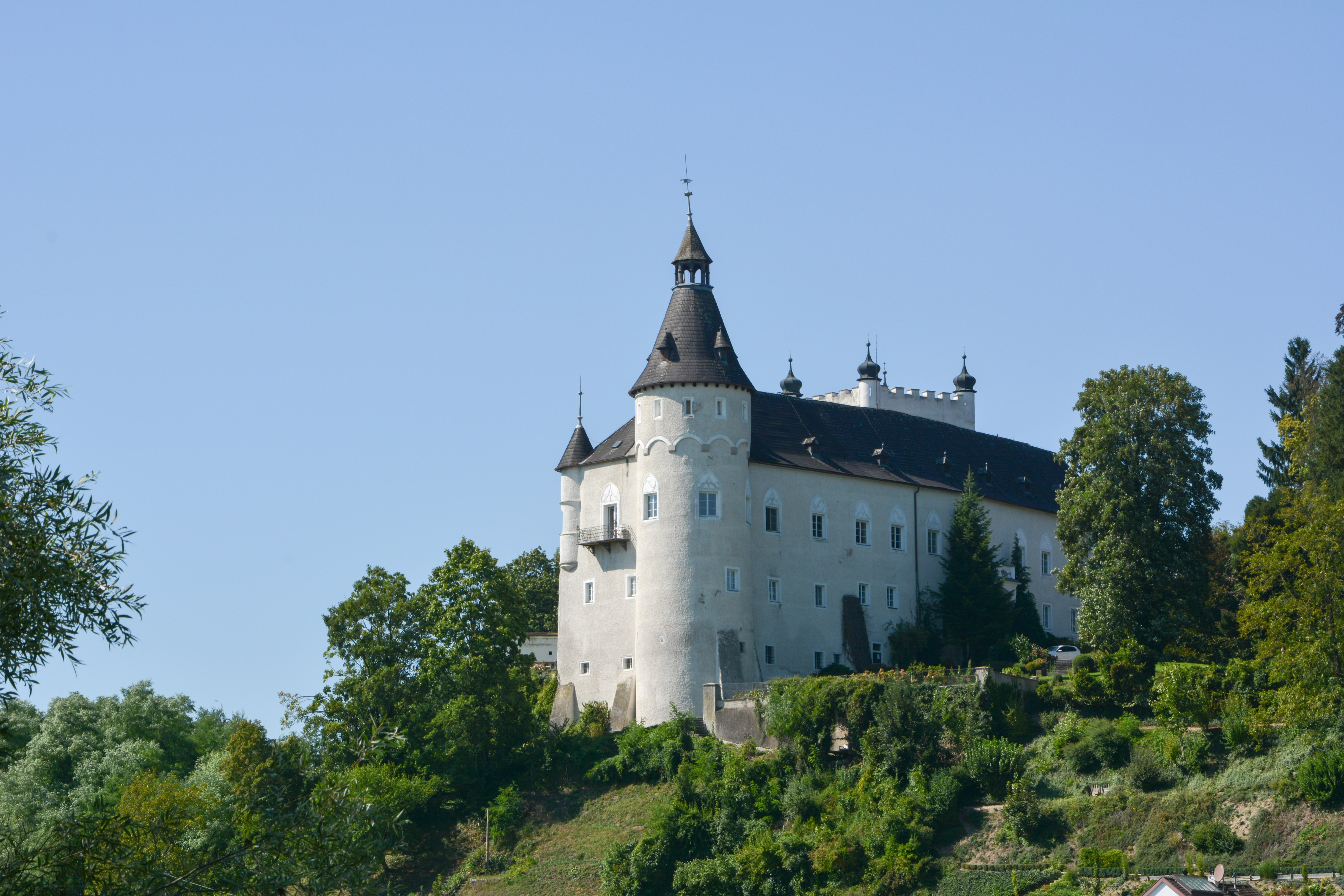
Schloss Ottensheim
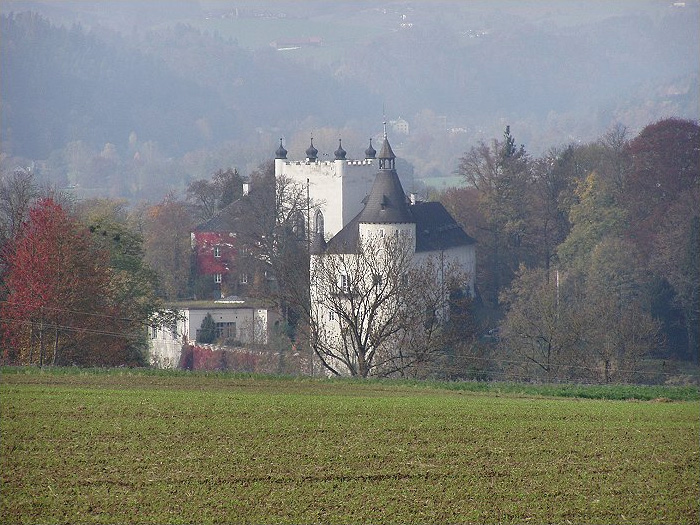
Blick auf das Schloss